# Kostel svatého Jana Nepomuckého (Horní Hoštice)
Kostel svatého Jana Nepomuckého a svatého Jana Sarkandera se nachází v Horních Hošticích v okrese Jeseník. Filiální kostel náleží pod Římskokatolickou farnost Bílá Voda, děkanát Jeseník, diecéze Ostravsko-opavská. Je zapsán v seznamu kulturních památek ČR.

## Historie
O původním kostele nejsou žádné zprávy. V období třicetileté války byl zničen a opraven v roce 1651. Po opravě byl zasvěcen svatému Mikuláši. Kdy a proč byl zasvěcen svatému Janu Nepomuckému, není známo. V roce 1720 byl Lichtenštejny darován zvon s reliéfem tohoto světce. V roce 1789 byl kostel přestavěn.
U kostela se nachází kamenný kříž, který připomíná domského kněze v Olomouci Dr. Johanna Wacheho, rodáka z Hoštic.

## Popis
Kostel je jednolodní orientovaná drobná stavba s polygonálním kněžištěm. Ke kněžišti je z východní strany přistavěna pravoúhlá sakristie s plochým stropem s oknem na východní straně a vchodem na severní. Loď je zaklenuta plochým stropem. V bocích jsou tři okna s půlkruhovými záklenky. V západní části je dřevěná kruchta na dvou dřevěných sloupech, pod ní vchod do předsíně, která je přistavěna k západnímu průčelí. Je pravoúhlá, plochostropá s vchodem z jižní strany. Střecha lodi, sakristie a předsíně je sedlová valbená. Fasády omítnuté hladkou omítkou. Čtyřboká věž opláštěná eternitovými šablonami vystupuje ze západního průčelí, ve zvonovém patře jsou okna s půlkulatým záklenkem. Zvonice je zakončena přesahující helmicí krytou plechem s makovicí a korouhvičkou s datem 1789.